# Francisco Geraldes
Francisco Geraldes, de son nom complet Francisco Oliveira Geraldes, est un footballeur portugais né le 18 avril 1995 à Lisbonne. Il évolue au poste de milieu de terrain au Johor Darul Ta'zim.

## Biographie
Avec les espoirs portugais, il participe au championnat d'Europe espoirs en 2017. Lors de cette compétition organisée en Pologne, il reste sur le banc des remplaçants.
Après des prêts successifs au Portugal au Moreirense FC et au Rio Ave, et en Allemagne à l'Eintracht Francfort, il revient à son club de formation le Sporting Portugal à partir de 2019,.

## Palmarès
Avec le Moreirense FC :
- Vainqueur de la Coupe de la Ligue portugaise en 2017